# Delvine Relin Meringor
Delvin Relin Meringor (Kapsangar, 1º agosto 1992) è una maratoneta e mezzofondista keniana naturalizzata rumena.

## Biografia
Nata nel villaggio di Kapsangar nella Contea di West Pokot in Kenya (il padre ha 4 mogli e 30 figli), ha iniziato a correre per andare e tornare da scuola e per andare a fare la spesa.
Nel 2008 è arrivata quarta nella prova under 20 ai campionati del mondo di cross a Edimburgo ed ha vinto la medaglia d'argento a squadre, nell'edizione successiva in Giordania è arrivata sedicesima nella prova under 20 ed ha vinto la medaglia d'argento a squadre.
Dopo una pausa di diversi anni dalle competizioni, dal 2013 al 2016 ha gareggiato esclusivamente in gare su strada in Brasile, negli anni successivi ha gareggiato principalmente in gare in Turchia e dal 2019 si è trasferita a Bucarest in Romania ottenendo la cittadinanza rumena nel 2021.
Dal giugno del 2024 può competere per la Romania. Si è classificata quarta nella mezza maratona ai campionati europei di Roma, ai Giochi Olimpici di Parigi ha concluso la maratona al settimo posto e a dicembre è arrivata quarta nella gara individuale ai campionati europei di cross ad Antalya.

## Progressione

### Mezza maratona
| Stagione | Misura   | Luogo          | Data      | Rank. Mond. |
| -------- | -------- | -------------- | --------- | ----------- |
| 2024     | 1h09'25" | Roma           | 9-6-2024  |             |
| 2019     | 1h07'48" | Houston        | 20-1-2019 |             |
| 2018     | 1h09'01" | Adana          | 7-1-2018  |             |
| 2015     | 1h12'55" | Rio de Janeiro | 30-8-2015 |             |
| 2014     | 1h13'38" | Rio de Janeiro | 31-8-2014 |             |
| 2013     | 1h16'46" | Praia Grande   | 1-9-2013  |             |

### Maratona
| Stagione | Misura   | Luogo       | Data      | Rank. Mond. |
| -------- | -------- | ----------- | --------- | ----------- |
| 2024     | 2h24'56" | Parigi      | 11-8-2024 |             |
| 2023     | 2h20'49" | Barcellona  | 19-3-2023 |             |
| 2022     | 2h25'04" | Los Angeles | 20-3-2022 |             |
| 2021     | 2h24'32" | Siena       | 11-4-2021 |             |

## Palmarès
| Anno                            | Manifestazione   | Sede      | Evento             | Risultato | Prestazione | Note   |
| ------------------------------- | ---------------- | --------- | ------------------ | --------- | ----------- | ------ |
| In rappresentanza del Kenya     |                  |           |                    |           |             |        |
| 2008                            | Mondiali cross   | Edimburgo | Corsa U20          | 4ª        | 20'06"      | [ 6 ]  |
| 2008                            | Mondiali cross   | Edimburgo | A squadre U20      | Argento   | 20 pt       | [ 7 ]  |
| 2009                            | Mondiali cross   | Amman     | Corsa U20          | 16ª       | 21'27"      | [ 8 ]  |
| 2009                            | Mondiali cross   | Amman     | A squadre U20      | Argento   | 18 pt       | [ 9 ]  |
| In rappresentanza della Romania |                  |           |                    |           |             |        |
| 2024                            | Europei          | Roma      | Mezza maratona     | 4ª        | 1h09'25"    | [ 10 ] |
| 2024                            | Europei          | Roma      | Mezza Maratona sq. | 6ª        | 71 pt.      | [ 11 ] |
| 2024                            | Olimpiade        | Parigi    | Maratona           | 7ª        | 2h24:56     | [ 12 ] |
| 2024                            | Europei di cross | Antalya   | Corsa Senior       | 4ª        | 26'03"      | [ 13 ] |
| 2024                            | Europei di cross | Antalya   | A squadre          | 11ª       | 144 pt.     | [ 14 ] |

## Campionati nazionali
- 1 volta campionessa nazionale rumena dei 5000 metri piani (2022)
- 1 volta campionessa nazionale rumena dei 10000 metri piani (2022)

2022
- Oro ai campionati rumeni (Târgu Jiu), 5000 m piani - 16'05"94
- Oro ai campionati rumeni (Târgu Jiu), 10000 m piani - 33'52"02

## Altre competizioni internazionali
2022
- Oro alla Maratona di Los Angeles ( Los Angeles), 2h25'04"
- Ritirata alla Maratona di Chicago ( Chicago)

2023
- Bronzo alla Maratona di Barcellona ( Barcellona), 2h20'49"
- 12ª alla Maratona di Berlino ( Berlino), 2h23'25"

2024
- 6ª alla Maratona di Nagoya ( Nagoya), 2h26'09"